# Charles Spearman
Charles Spearman, född 10 september 1863, död 17 september 1945, var en engelsk psykolog och psykometriker. Han doktorerade vid Leipzigs universitet och fick 1907 en anställning på University College i London, där han var professor 1911–1931.
En av Spearmans centrala teorier är den generella intelligensfaktorn, som ledde till begreppet g.
Inom statistik utvecklade Spearman 1904 en icke-parametrisk version av den vanliga Pearsonkorrelationen. Den antar inte ett linjärt samband mellan de två variablerna. Om det finns en monoton funktion från den ena till den andra blir korrelationen 1. Dessutom presenterade han en metod för att korrigera för fel i den beroende variabeln och en tidig variant av faktoranalys.
Spearman valdes in i Royal Society 1924 på grundval av sin breda experimentella forskning inom psykologi, särskilt med matematiska metoder för att studera det mänskliga tänkandet.